# Rue Bossuet (Lyon)
Pour les articles homonymes, voir Rue Bossuet.
La rue Bossuet est une rue du quartier des Brotteaux dans le 6e arrondissement de Lyon, en France. Elle relie d'ouest en est l'avenue du Maréchal-de-Saxe et le boulevard des Belges.

## Origine du nom
Sur le plan de quartier projeté par Jean-Antoine Morand en 1766, elle portait le nom de rue des Amis. Elle porte le nom de Jacques-Bénigne Bossuet depuis 1830.

## Histoire
En 1847 elle n'allait que de la rue Vendôme à la rue Garibaldi.